# 毛果枕果榕
毛果枕果榕（学名：Ficus drupacea var. pubescens）为桑科榕属下的一个变种。

## 扩展阅读
- 維基物種上的相關：毛果枕果榕